# George St. Clair Joof
George St. Clair Joof (* 1907; † März 1955) war Politiker in der westafrikanischen britischen Kolonie Gambia.

## Leben
St. Clair Joof war Sohn des Beamten J. P. Joof, der in den 1930er und 1940er Mitglied im Bathurst Advisory Town Council, einem Vorläufer des Bathurst Town Council (BTC), war. Er trat 1924 in den öffentlichen Dienst ein und war ab 1928 im Büro des Rechtsberaters tätig. Später qualifizierte er sich als Barrister.
| Parlamentswahl | Stimmen | Stimmanteil |
| -------------- | ------- | ----------- |
| 1954           | 252     | 4,25 %      |

Für den Wahlkreis ‚New Town‘ war St. Clair Joof 1946 gewähltes Mitglied im BTC, er gab sein Sitz im Januar 1948 auf eigenen Wunsch ab.
Bei den Wahlen zu dem Legislative Council 1954 ließ sich St. Clair Joof als Kandidat für einen von vier Sitzen aufstellen und gründete vorher im gleichen Jahr die Gambian People’s Party (GPP). Die Wahl war für St. Clair Joof nicht erfolgreich, er erreichte 3,4 % der abgegebenen Stimmen.
1941 heiratete er Lucretia St. Clair Joof. Im Alter von 47 Jahren starb St. Clair Joof im März 1955; die GPP löste sich danach auf.